# Bukovník
Bukovník là một làng thuộc huyện Klatovy, vùng Plzeňský, Cộng hòa Séc.
Bukovník nằm cách khoảng 34 kilômét (21 mi) về phía đông nam Klatovy, 63 km (39 mi) về phía nam Plzeň, và 111 km (69 mi) tây nam của Prague. Ngôi làng có diện tích khoảng 4,08 kilômét vuông (1,58 dặm vuông Anh), dân số đạt 82 người (tính năm 2014).